# Manuela Di Centa
Manuela Di Centa (Paluzza, 31 januari 1963) is een voormalige Italiaanse langlaufster. Ze vertegenwoordigde haar vaderland op vijf achtereenvolgende Olympische Winterspelen. Op de Olympische Winterspelen 1994 in Lillehammer werd ze tweemaal olympisch kampioene. Haar broer Giorgio Di Centa is eveneens olympisch kampioen langlaufen.

## Carrière
Di Centa maakte haar wereldbekerdebuut in januari 1982 in Furtwangen, hier scoorde ze direct wereldbekerpunten. Zes jaar na haar debuut scoorde de Italiaanse in Rovaniemi haar eerste toptienklassering in een wereldbekerwedstrijd. In januari 1989 stond ze in Klingenthal voor de eerste maal in haar carrière op het podium van een wereldbekerwedstrijd. Op 18 februari 1990 boekte Di Centa in Pontresina haar eerste wereldbekerzege. Zowel in het seizoen 1993/1994 als in het seizoen 1995/1996 veroverde de Italiaanse de eindzege in het wereldbekerklassement.
Di Centa nam in haar carrière vijfmaal deel aan de Olympische Winterspelen waar ze in totaal zeven medailles veroverde, vier individueel en drie in team verband. Haar eerste medaille behaalde ze op de Olympische Winterspelen 1992 in Albertville. Op de 4x5 kilometer estafette veroverde ze samen met Bice Vanzetta, Gabriella Paruzzi en Stefania Belmondo de bronzen medaille, eerder in het toernooi was ze als zesde geëindigd op de 30 kilometer vrije stijl. Tijdens de Olympische Winterspelen van 1994 in Lillehammer groeide de Italiaanse uit tot de ster van het langlaufen. Ze werd olympisch kampioene op zowel de 15 kilometer vrije stijl als de 30 kilometer klassiek, daarnaast sleepte ze de zilveren medaille in de wacht op de 5 kilometer klassiek en de 10 kilometer achtervolging. Samen met Bice Vanzetta, Gabriella Paruzzi en Stefania Belmondo behaalde ze de bronzen medaille op de 4x5 kilometer estafette. Op de Olympische Winterspelen 1998 in Nagano legde ze voor de derde keer rij op beslag op de bronzen medaille op de 4x5 kilometer estafette, ditmaal samen met Karin Moroder, Gabriella Paruzzi en Stefania Belmondo. Individueel wist Di Centa geen potten te breken.
Di Centa stond in haar loopbaan zes keer aan de start van de wereldkampioenschappen langlaufen. Haar eerste medailles behaalde ze op de wereldkampioenschappen langlaufen 1991 in Val di Fiemme. Op dit toernooi veroverde ze de bronzen medaille op zowel de 5 kilometer klassiek als de 30 kilometer vrije stijl. Op de 4x5 kilometer estafette legde ze samen met Bice Vanzetta, Gabriella Paruzzi en Stefania Belmondo op de zilveren medaille. Op de wereldkampioenschappen langlaufen 1993 in Falun sleepte ze de zilveren medaille in de wacht op de 30 kilometer vrije stijl, samen met Gabriella Paruzzi, Bice Vanzetta en Stefania Belmondo behaalde ze de zilveren medaille op de 4x5 kilometer estafette. Tijdens de wereldkampioenschappen langlaufen 1995 in Thunder Bay sleepte Di Centa opnieuw de zilveren medaille in de wacht op de 30 kilometer vrije stijl, op de 5 kilometer klassiek veroverde ze de bronzen medaille.

## Resultaten

### Olympische Winterspelen
| Jaar | Plaats      | Resultaten |
| ---- | ----------- | --- |
| 1984 | Sarajevo    | 24e 5 km (klassieke stijl) 28e 10 km (klassieke stijl) 26e 20 km (klassieke stijl) 9e 4x5 km estafette          |
| 1988 | Calgary     | 18e 5 km (klassieke stijl) 20e 10 km (klassieke stijl) 6e 20 km (vrije stijl)                                   |
| 1992 | Albertville | 12e 5 km (klassieke stijl) · 10e 10 km achtervolging · 6e 30 km (vrije stijl) · 4x5 km estafette                |
| 1994 | Lillehammer | 5 km (klassieke stijl) · 10 km achtervolging · 15 km (vrije stijl) · 30 km (klassieke stijl) · 4x5 km estafette |
| 1998 | Nagano      | 21e 5 km (klassieke stijl) · 23e 10 km achtervolging · 4x5 km estafette                                         |

### Wereldkampioenschappen
| Jaar | Plaats        | Resultaten |
| ---- | ------------- | --- |
| 1982 | Oslo          | 8e 5 km (vrije stijl) 17e 10 km (vrije stijl)                                                                             |
| 1989 | Lahti         | 7e 10 km (vrije stijl) 8e 10 km (klassieke stijl) 5e 30 km (vrije stijl) 6e 4x5 km estafette                              |
| 1991 | Val di Fiemme | 5 km (klassieke stijl) · 4e 10 km (vrije stijl) · 30 km (vrije stijl) · 4x5 km estafette                                  |
| 1993 | Falun         | 10e 5 km (klassieke stijl) · 4e 15 km achtervolging · 5e 15 km (klassieke stijl) · 30 km (vrije stijl) · 4x5 km estafette |
| 1995 | Thunder Bay   | 5 km (klassieke stijl) · 4e 15 km achtervolging · 30 km (vrije stijl) · 4e 4x5 km estafette                               |
| 1997 | Trondheim     | 34e 5 km (klassieke stijl) 12e 15 km (vrije stijl) 4e 4x5 km estafette                                                    |

### Wereldbeker
Eindklasseringen
| Seizoen   | Plaats |
| --------- | ------ |
| 1981/1982 | 22e    |
| 1983/1984 | 49e    |
| 1986/1987 | 49e    |
| 1987/1988 | 27e    |
| 1988/1989 | 4e     |
| 1989/1990 | 5e     |
| 1990/1991 | 5e     |
| 1991/1992 | 9e     |
| 1992/1993 | 5e     |
| 1993/1994 | Goud   |
| 1994/1995 | 20e    |
| 1995/1996 | Goud   |
| 1996/1997 | 41e    |
| 1997/1998 | 20e    |

Wereldbekerzeges
| Datum            | Plaats        | Onderdeel                    |
| ---------------- | ------------- | ---------------------------- |
| 18 februari 1990 | Pontresina    | 15 km (vrije stijl)          |
| 7 maart 1990     | Sollefteå     | 30 km (vrije stijl)          |
| 21 december 1993 | Toblach       | 15 km (klassieke stijl)      |
| 13 februari 1994 | Lillehammer   | 15 km (vrije stijl) (OS)     |
| 24 februari 1994 | Lillehammer   | 30 km (klassieke stijl) (OS) |
| 6 maart 1994     | Lahti         | 10 km (vrije stijl)          |
| 20 maart 1994    | Thunder Bay   | 10 km (vrije stijl)          |
| 9 januari 1996   | Štrbské Pleso | 30 km (vrije stijl)          |
| 2 februari 1996  | Seefeld       | 10 km (vrije stijl)          |
| 11 februari 1996 | Kavgolovo     | 10 km (klassieke stijl)      |
| 24 februari 1996 | Trondheim     | 5 km (klassieke stijl)       |
| 25 februari 1996 | Trondheim     | 10 km achtervolging          |
| 2 maart 1996     | Lahti         | 10 km (vrije stijl)          |
| 9 maart 1996     | Falun         | 15 km (vrije stijl)          |